# Gmina Union (hrabstwo Dallas)

Położenie Gminy Union w hrabstwie Dallas

Gmina Union (ang. Union Township) – gmina w USA, w stanie Iowa, w hrabstwie Dallas. Według danych z 2000 roku gmina miała 2 146 mieszkańców, a jej powierzchnia wynosi 103,16 km².